# Óscar Cobelo
Óscar  Damián Cobelo López, (Ferrol, La Coruña, 23 de febrero de 1972) es un exjugador de baloncesto español. Con 1.75 de estatura, su puesto natural en la cancha era el de base

## Trayectoria
- Cantera CB OAR Ferrol
- CB OAR Ferrol (1991-1996)
- Oliveirense (1996-1997)
- Sondeos del Norte La Coruña (1996-1997)
- Peleteiro Santiago (1997-1998)
- Gijón Baloncesto (1998-2000)
- Club Baloncesto Rosalía de Castro (2000-2001)